# Better Alone
«Better Alone» — це другий сингл Мелані Чісхолм з її третього альбому Beautiful Intentions.
Спочатку сингл готували до випуску у Великій Британії, але через погані відклики музичних критиків у Великій Британії, які вважали, що цей сингл з тріском провалиться, випуск синглу обмежили. Пізніше в 2005 році сингл випустили в Італії, Нідерландах, Швеції й Австралії. А вже у лютому 2006 року сингл вийшов у Німеччині, Австрії і Швейцарії разом з новим рекламним відео.

## Список композицій і формати
- Австралія (CD)

1. «Better Alone» [Edit] — 3:06
2. «Better Alone» [Pop Mix] — 3:56
3. «Better Alone» ['Amazing' Dub] — 7:44
4. «Runaway» — 3:24

- Нідерланди (CD)

1. «Better Alone» [Edit] — 3:06
2. «Better Alone» [Pop Mix] — 3:56
3. «Warrior» — 3:47

- Німеччина (EP)

1. «Better Alone» [Radio Version] — 3:06
2. «Better Alone» [Pop Mix Edit] — 3:26
3. «Warrior» — 3:48
4. «Better Alone» ['Amazing' Dub] — 7:46
5. «You'll Get Yours» [Acoustic Version] — 5:44
6. «Better Alone» [Music video / Multimedia Track] — 3:06

- Італія (CD)

1. «Better Alone» [Edit] — 3:06
2. «Better Alone» [Original Version] — 3:59
3. «Better Alone» ['Amazing' Dub] — 7:44
4. «Runaway» — 3:24

- Італія (DVD)

1. «Better Alone» [Music video] — 3:06
2. «Next Best Superstar» [Music video] — 3:31
3. EPK Extract («Better Alone» & Interview) — 2:00
4. Photo Gallery (& Runaway) — 3:24

- Швеція (CD)

1. «Better Alone» [Edit] — 3:06
2. «Better Alone» [Pop Mix Edit] — 3:26
3. «Warrior» — 3:47
4. «Better Alone» [Music video] — 3:06

- Велика Британія (CD1)

1. «Better Alone» [Edit] — 3:06
2. «Warrior» — 3:47

- Велика Британія (CD2)

1. «Better Alone» [Edit] — 3:06
2. «Better Alone» [Original Version] — 3:59
3. «Better Alone» [Pop Mix] — 3:56
4. «Better Alone» ['Amazing' Dub] — 7:44

- Велика Британія (DVD)

1. «Better Alone» [Music video] — 3:06
2. «Next Best Superstar» [Music video] — 3:31
3. EPK Extract («Better Alone» & Interview) — 2:00
4. Photo Gallery (& Runaway) — 3:24

## Історія створення
| Країна          | Дата випуску   |
| --------------- | -------------- |
| Велика Британія | 1 серпня 2005  |
| Німеччина       | 24 лютого 2006 |
| Австрія         | 24 лютого 2006 |
| Швейцарія       | 24 лютого 2006 |

| Чарти                     | Позиція |
| ------------------------- | ------- |
| Australia Singles Chart   | 81      |
| Italy Singles Chart       | 35      |
| Germany Singles Chart     | 51      |
| Switzerland Singles Chart | 33      |
| Austria Singles Chart     | 57      |
| Portugal Airplay Chart    | 4       |
| Polish Airplay Chart      | 1       |